# Фосе (Виченца)
Фосе је насеље у Италији у округу Виченца, региону Венето.
Према процени из 2011. у насељу је живело 205 становника. Насеље се налази на надморској висини од 606 м.